# Cromer (Manitoba)
Pour les articles homonymes, voir Cromer (homonymie).
Cromer est une ville du Manitoba située au sud-ouest de la province et faisant partie dans la municipalité rurale de Pipestone. Cromer est située sur la route 256, tous près de l'intersection avec la 255. Cromer est à environ une dizaine de kilomètres à l'est de la frontière avec la Saskatchewan.
En 1884, un bureau de poste s'établit à cet endroit qui fut jadis connu sous le nom de Elm Valley. Le nom changea en Cromer lorsque le Canadian Northern Railway commença à traverser la communauté en 1907.

## Référence
- (en) Cet article est partiellement ou en totalité issu de l’article de Wikipédia en anglais intitulé « Cromer, Manitoba » (voir la liste des auteurs).